# Reiko Aisawa
Reiko Aisawa 相沢礼子 (Aisawa Reiko?) (Isesaki, 28 agosto 1980) è una modella giapponese, incoronata trentacinquesima Miss Giappone nel 2003.
Al momento dell'elezione la ventiquattrenne Reiko Aisawa era una studentessa universitaria della facoltà di lettere presso l'università di Tamagawa. In seguito alla vittoria al concorso, la Aisawa ha intrapreso la carriera di attrice e personaggio televisivo.